# WTA Katowice

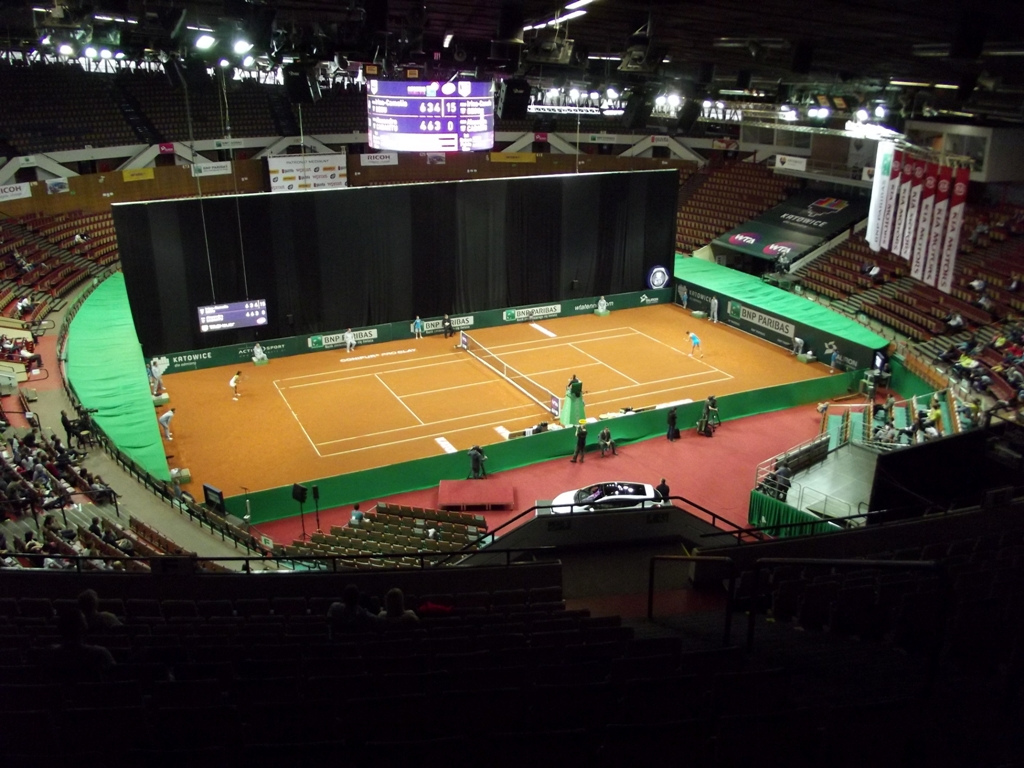
BNP Paribas Katowice Open 2013

Das WTA-Turnier von Katowice (offiziell: Katowice Open) war ein Damen-Tennisturnier der WTA Tour, das seit 2013 in der polnischen Stadt Katowice ausgetragen wurde. Es ersetzte im Tour-Kalender das Turnier von Kopenhagen. Gespielt wurde in der Mehrzweckhalle Spodek, 2013 auf Sand, seit 2014 auf Hartplätzen.

## Siegerliste

### Einzel
| Jahr                         | Siegerin                  | Finalgegnerin | Ergebnis       |
| ---------------------------- | ------------------------- | ------------- | -------------- |
| ↓ Kategorie: International ↓ |                           |               |                |
| 2013                         | Roberta Vinci             | Petra Kvitová | 7:62, 6:1      |
| 2014                         | Alizé Cornet              | Camila Giorgi | 7:63, 5:7, 7:5 |
| 2015                         | Anna Karolína Schmiedlová | Camila Giorgi | 6:4, 6:3       |
| 2016                         | Dominika Cibulková        | Camila Giorgi | 6:4, 6:0       |

### Doppel
| Jahr                         | Siegerinnen                                     | Finalgegnerinnen                      | Ergebnis         |
| ---------------------------- | ----------------------------------------------- | ------------------------------------- | ---------------- |
| ↓ Kategorie: International ↓ |                                                 |                                       |                  |
| 2013                         | Lara Arruabarrena Vecino Lourdes Domínguez Lino | Raluca Olaru Walerija Solowjowa       | 6:4, 7:5         |
| 2014                         | Julija Bejhelsymer Olha Sawtschuk               | Klára Koukalová Monica Niculescu      | 6:4, 5:7, [10:7] |
| 2015                         | Ysaline Bonaventure Demi Schuurs                | Gioia Barbieri Karin Knapp            | 7:5, 4:6, [10:6] |
| 2016                         | Eri Hozumi Miyu Katō                            | Walentina Iwachnenko Marina Melnikowa | 3:6, 7:5, [10:8] |